# Juana de Santa Catarina
Juana de Santa Catarina (Ciudad de México, 1588-Ibid., 1633) fue una compositora e intérprete musical novohispana.

## Biografía
Hija de Diego Hurtado de Peñaloza y Catarina de León, nació y fue colegiala en el convento de Santa Catalina de Sena de la Ciudad de México. Destacó por su precocidad, dado que a los 7 años ya leía en latín y en español y ya tenía conocimientos musicales. Posteriormente se dedicó a la música, interpretando diversos instrumentos, cantando y componiendo. Profesó como monja el 5 de julio de 1607 y falleció en 1633 a causa de una epidemia de peste.